# Campsicnemus lumbatus
Campsicnemus lumbatus är en tvåvingeart som beskrevs av Friedrich Hermann Loew 1857. Campsicnemus lumbatus ingår i släktet Campsicnemus och familjen styltflugor. Arten är reproducerande i Sverige. Inga underarter finns listade i Catalogue of Life.